# 제주 한림 용암동굴지대
제주 한림 용암동굴지대(濟州 翰林 熔岩洞窟地帶)는 대한민국 제주특별자치도 제주시 한림읍 협재리 617번지 일대에 있으며, 소천굴과 황금굴, 협재굴, 협재굴과 이어진 쌍룡굴을 포함하고 있다. 1971년 9월 30일 대한민국의 천연기념물 제236호로 지정되었다.

## 개요
제주도 용암동굴지대는 제주도 북제주군 구좌읍과 한림읍, 애월읍 일대에 있으며, 소천굴과 황금굴, 협재굴, 협재굴과 이어진 쌍룡굴을 포함하고 있다.
소천굴은 한라산 북서쪽 비탈길의 높이 130m지점에 있고, 총길이는 2,980m로 대한민국에서 네번째로 긴 화산동굴이다. 동굴 입구는 동굴이 만들어질 때 가스가 뿜어져 나온 구멍이 무너져서 생긴 것으로 보이며, 동굴 안의 온도가 높기 때문에 동굴 입구에 다양한 이끼식물이 자라고 있다. 이 동굴에는 동굴 속의 동굴인 240m길이의 동굴과 코핀(coffin)이라 불리는 지형이 있는데, 이것은 세계에서 보기 드문 희귀한 것이다. 또한 상어의 이빨처럼 생긴 용암종유석 등 다양한 동굴생성물이 있어 동굴생성과정 연구에 귀중한 자료가 되는 가치 있는 동굴이다.
황금굴은 길이 180m의 동굴로 1969년에 발견되었으나 아직 공개되지 않은 동굴이다. 동굴 천장에는 고드름처럼 생긴 암갈색의 용암종유석과 땅에서 돌출되어 올라온 용암석순 등이 황금빛으로 빛나 '황금의 지하궁전'이라 불린다.
협재굴은 길이 99m, 높이 6m로 동굴 안에는 고드름처럼 생긴 종유석과 땅에서 돌출되어 올라온 석순, 종유석과 석순이 만나 기둥을 이룬 석주 등 다양한 동굴 생성물이 계속 자라고 있어 그 가치가 매우 높다.
협재굴과 이어진 쌍룡굴은 길이 393m로 수평으로 만들어진 동굴이다. 동굴 안이 두 마리의 용이 빠져 나온 모양을 닮았다고 해서 붙여진 이름이다.
제주도 용암동굴지대는 화산동굴로서의 가치가 매우 크고, 동굴 내에 석회성분이 녹아 2차 생성물들이 만들어지고 있는 등 지질학적 연구가치가 매우 크다.
현재 한림용암동굴지대의 소천굴과 황금굴은 동굴 생성물 등의 보호를 위해 공개제한지역으로 지정되어 있어 관리 및 학술 목적 등으로 출입하고자 할때에는 문화재청장의 허가를 받아 출입할 수 있다.

## 참고 자료
- 제주 한림 용암동굴지대 - 국가유산청 국가유산포털